# Brani musicali al numero uno in Finlandia (2016)
Questa è la lista dei brani musicali al numero uno in Finlandia nel 2016 secondo la Suomen virallinen lista. L'elenco a sinistra (Suomen virallinen singlelista, "Classifica finlandese ufficiale dei singoli") rappresenta l'elenco dei brani più venduti sia fisicamente sia online, quella centrale (Suomen virallinen latauslista, "Classifica finlandese ufficiale del download") rappresenta la classifica dei brani venduti solamente online mentre quella a destra (Suomen virallinen radiolista, "Classifica finlandese ufficiale della radio") rappresenta la classifica dei brani più trasmessi in radio.

## Classifica
| Suomen virallinen singlelista | Suomen virallinen singlelista | Suomen virallinen singlelista | Suomen virallinen singlelista |  | Suomen virallinen latauslista | Suomen virallinen latauslista | Suomen virallinen latauslista | Suomen virallinen latauslista |  | Suomen virallinen radiolista | Suomen virallinen radiolista | Suomen virallinen radiolista | Suomen virallinen radiolista |
| Settimana                     | Canzone                       | Artista/i                     | Nota                          |  | Settimana                     | Canzone                       | Artista/i                     | Nota                          |  | Settimana                    | Canzone                      | Artista/i                    | Nota                         |
| ----------------------------- | ----------------------------- | ----------------------------- | ----------------------------- |  | ----------------------------- | ----------------------------- | ----------------------------- | ----------------------------- |  | ---------------------------- | ---------------------------- | ---------------------------- | ---------------------------- |
| Settimana 1 (5 gennaio)       | Paluu tulevaisuuteen          | JVG                           | [ 1 ]                         |  | Settimana 1                   | Paluu tulevaisuuteen          | JVG                           | [ 2 ]                         |  | Settimana 1                  | Valot pimeyksien reunoilla   | Apulanta                     | [ 3 ]                        |
| Settimana 2 (12 gennaio)      | Paluu tulevaisuuteen          | JVG                           | [ 4 ]                         |  | Settimana 2                   | Paluu tulevaisuuteen          | JVG                           | [ 5 ]                         |  | Settimana 2                  | Tequila                      | Vesala                       | [ 6 ]                        |